# Lőrinci

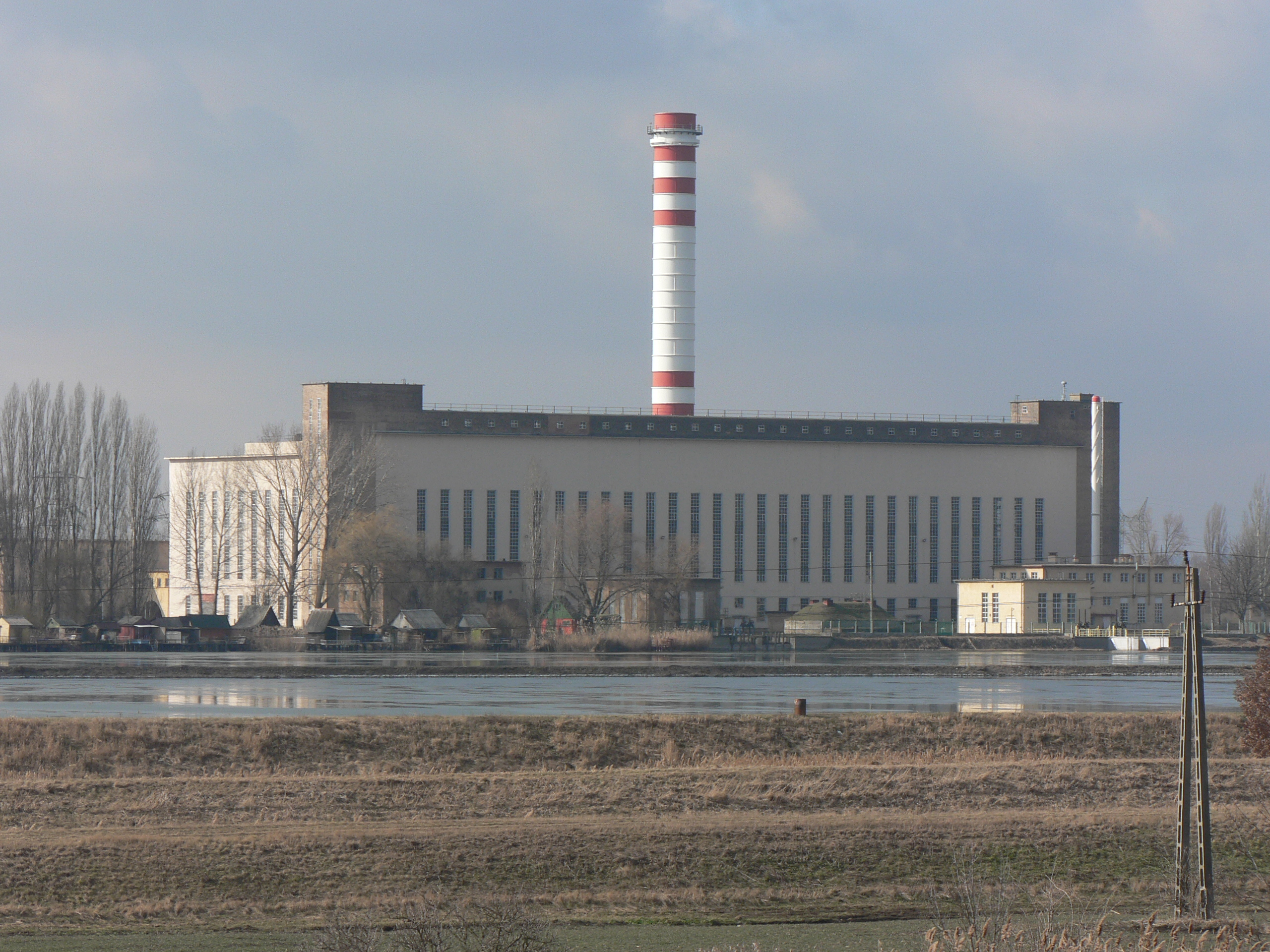
Central térmica

Lőrinci es una ciudad del condado de Heves, Hungría, situada a orillas del río Zagyva. Según las estimaciones de 2024, tenía una población de 5 415 habitantes. Se encuentra junto a la línea ferroviaria Hatvan–Fiľakovo (n.º 81) y la carretera principal 21. La autopista M3 está a 7,4 km. La ciudad cuenta con una parada de tren y una estación: Selyp al norte y Lőrinci al centro. La estación Mátravidéki Erőmű, al sur, no dispone de transporte público.

## Historia
En el asentamiento se encontraron artefactos de la Edad de Bronce. Su iglesia se menciona por primera vez en una carta de 1267, la Ecclesia de Laurencio. El nombre del asentamiento deriva del nombre personal Lőrinc (Lorenzo). La parte norte de la ciudad actual era una aldea independiente llamada Selyp, que pertenecía a los Rátót y posteriormente a los Ákos, mientras que Lőrinci pertenecía al obispo de Oradea. Fue ocupada por los otomanos en 1544 y Selyp quedó despoblada. En el siglo XVII, pasó a ser propiedad de la Cámara Real, y su iglesia fue construida en 1695. El conde Antal Grassalkovich se convirtió en el propietario en 1730. La población se dedicaba al transporte de sal, un distribuidor de sal operaba en el asentamiento. En el siglo XIX, la población superó los 1 000 habitantes, y Selyp fue anexionado a Lőrinci. Una epidemia de cólera devastó el asentamiento en 1873. El barón Rezső Schossberger inició la industrialización de Lőrinci: se construyeron una fábrica de azúcar, un molino y una fábrica de cemento. La familia también construyó un castillo en 1924. La central eléctrica de Mátravidék se construyó en 1940, tras lo cual se inauguró la mina de lignito. Después de 1945, se establecieron una fábrica de ladrillos, una de cerámica y azulejos y una quesería. Junto a la central eléctrica se creó un lago para pescar. El asentamiento minero junto a la mina de lignito (en Petőfibánya) se convirtió en un pueblo independiente en 1989. El asentamiento recibió el estatus de ciudad en 1992. La fábrica de azúcar cerró en 1998. El castillo de Schossberger, dañado durante la Segunda Guerra Mundial, fue restaurado en 2004 y la biblioteca municipal se trasladó allí. Aquí nació el pintor György Kepes (1906-2001).

## Demografía
Según el censo de 2022, el 86,6% de la población era de etnia húngara, el 1,5% gitana y el 13,0% no quiso responder. La distribución religiosa fue la siguiente: 32,0% católicos romanos, 2,7% calvinistas, 0,6% luteranos, 0,5% greco-católicos, 16,7% no confesionales y el 44,7% no quiso responder. Los gitanos tienen un gobierno local. 5 294 personas viven en la ciudad y 6 en un establecimiento industrial.
Población por años: 
| Año       | 1870 | 1880 | 1890 | 1900 | 1910 | 1920 | 1930 | 1941 |
| --------- | ---- | ---- | ---- | ---- | ---- | ---- | ---- | ---- |
| Población | 1934 | 1704 | 2666 | 3203 | 4075 | 4503 | 4881 | 4845 |
| Año       | 1949 | 1960 | 1970 | 1980 | 1990 | 2001 | 2011 | 2022 |
| Población | 5308 | 7222 | 6917 | 6706 | 6149 | 6212 | 5843 | 5352 |

## Política
Alcaldes desde 1990 :
- 1990-2002: Antal Varga (independiente) [7] [8] [9]
- 2002–2024: Zoltán Víg (hasta 2014: LVJBE, entre 2006-2010 también apoyado por el MSZP, pero desde 2014 independiente) [10] [11] [12] [13] [14]
- 2024–: Péter Pálinkás (Fidesz – KDNP) [1]